# Herb Ćmielowa
Herb Ćmielowa – jeden z symboli miasta Ćmielów i gminy Ćmielów w postaci herbu.

## Wygląd i symbolika
Herb przedstawia  w srebrnej tarczy herbowej postać św. Krzysztofa przenoszącego na plecach przez błękitną rzekę dzieciątko Jezus. Święty trzyma drzewo o zielonych liściach, w rzece ryba srebrna.
Herb nawiązuje do miejscowego brodu na rzece Kamiennej.